# Chilula
I Chilula erano una tribù di ceppo Athapaska che abitava nell'area del basso Redwood Creek, nel Nord della California, tra 500 e 600 anni prima dell'arrivo degli Europei.  I Chilula sono stati incorporati dalla tribù Hoopa ed, oggigiorno, vivono nelle riserve degli Hoopa.

## Villaggi storici
Originariamente, i Chilula vivevano in 18 villaggi: Howunakut, Noleding, Tlochime, Kingkyolai, Kingyukyomunga, Yisining'aikut, Tsinsilading, Tondinunding, Yinukanomitseding, Hontetlme, Tlocheke, Hlichuhwinauhwding, Kailuhwtahding, Kailuhwchengetlding, Sikingchwungmitahding, Kinahontahding, Misme r Kahustahding.